# Palmiano
Palmiano (Palmià, o Parmià in dialetto ascolano) è un comune italiano di 152 abitanti della provincia di Ascoli Piceno nelle Marche. Fa parte della Comunità Montana del Tronto.

## Geografia fisica

### Territorio
L'abitato del paese di Palmiano sorge nella zona collinare del territorio nord-ovest della catena appenninica del comprensorio ascolano, nella valle del torrente Cinante. La modesta estensione superficiale del territorio amministrato, costituita da soli 12,54 km², ne fa uno dei comuni più piccoli della provincia ascolana; è inoltre il meno popolato.

## Origini del nome
Il toponimo deriva dal riferimento alla conformazione geologica del territorio sul quale Palmiano è adagiata. Le alture collinari che cingono il paese ricordano i rilievi del palmo di una mano, circostanza da cui scaturisce la definizione di palmi mano.
Nell'anno 1150 fu menzionato come Palumnianum nell'atto di donazione con cui Corrado III lo trasferiva alla diocesi di Ascoli. Solo in seguito ad una contrazione linguistica divenne Palmiano. Negli atti documentali conservati presso l'archivio del Catasto ascolano del 1381 la sua denominazione corrisponde a Palombiano ed è individuato come sindacatus palombianus.

## Storia
Il silenzio di fonti documentali non consente una precisa ricostruzione delle memorie storiche dell'antichità e delle vicissitudini legate al borgo poiché il locale archivio comunale andò irrimediabilmente distrutto durante un incendio verificatosi sul finire del XVIII secolo.
Il castello di Palmiano fu fondato nel XV secolo o sul finire del XIV secolo da una comunità di monaci appartenenti all'ordine benedettino dell'abbazia di Farfa, religiosi che, al tempo, erano presenti nelle valli del Tronto e del Tenna. I monaci avevano già dall'anno 900 l'area su cui sorge il borgo annoverata tra le loro spettanze. Dell'intera opera fortificata è ancora oggi visibile la torre che si eleva, da una base quadrangolare, nella località di Pedara.
Notizie certe e documentate del paese risalgono all'anno 1150, quando la diocesi ascolana, presieduta dal vescovo-conte Presbitero, lo ebbe tra le sue pertinenze a seguito della donazione da parte dell'imperatore Corrado III di Svevia.
Più tardi, nel 1299, s'interessò della vita del borgo papa Niccolò IV quando inviò precisi ordini a Giangiacomo Colonna, rettore della Marca anconitana, affinché lo difendesse dalle molestie e dagli attacchi che stava subendo dai nemici.
Nell'anno 1799, durante il periodo del brigantaggio antiunitario, il borgo fu oggetto di devastazione e subì i danni più gravi che siano ricordati fra le sue vicissitudini. Il castello fu attaccato da bande di briganti che si riversarono nel suo territorio scendendo dalle vicine montagne e dichiarandosi, mentendo, difensori del governo pontificio lo assediarono, saccheggiarono e distrussero buona parte dell'abitato appiccando un incendio. Le fiamme incenerirono anche la documentazione degli archivi del comune e gli atti che avrebbero consentito di conoscere e ricostruire le memorie storiche di Palmiano.

## Monumenti e luoghi d'interesse

### Architetture religiose
- Chiesa di San Michele Arcangelo – L'edificio religioso è stato ricavato all'interno di una torre del paese ed è sede della locale parrocchia.[8] L'aula sacra è decorata da resti di pitture ad affresco.

## Società

### Evoluzione demografica
Abitanti censiti

### Sagra della patata
La sagra viene festeggiata al centro del paese, nel mese di settembre della durata di 3 giorni, di solito i primi di settembre.
C'è una ricca varietà di piatti, tutti all'insegna del tubero più noto ed usato: gnocchi con salsiccia, gnocchi con funghi porcini, spezzatino di castrato con patate alla diavola, patatine fritte, baccalà norvegese con mire poix di patate novelle, cestino di patate al dolce incanto del porcino, salsiccia e patate al forno nonché ciambelline dolci di patate.

#### Festa di Sant'Antonio Abate
La comunità di Palmiano, ogni anno, festeggia la ricorrenza della festa di sant'Antonio abate. La consuetudine nasce dalla narrazione di un evento miracoloso, attribuito all'intercessione del santo, di cui beneficiò un contadino locale il 12 maggio 1682. Secondo la tradizione popolare l'uomo, mentre raggiungeva la zona del pascolo col suo gregge, fu sorpreso da un violento temporale che provocò la rovinosa fiumana d'acqua che lo travolse con i suoi animali e lo trascinò fino al fondovalle. Il pastore, per salvarsi, invocò la protezione dell'eremita egiziano e ne uscì incolume insieme alle sue bestie. Al suo ritorno in paese, come ringraziamento per lo scampato pericolo, volle organizzare una festa per celebrare il santo.

### Istituzioni, enti e associazioni

#### Confraternita del Santissimo Sacramento
La confraternita palmianese fu eretta nell'anno 1632 con approvazione rilasciata da papa Urbano VIII. Questa associazione prevedeva che i proventi raccolti fossero spesi a sostegno del culto e del mantenimento della chiesa. Le dispense erano elargite nei mesi dedicati alla semina e nei periodi di maggiori necessità della comunità.
La confraternita, in occasione delle celebrazioni giubilari, indette da Innocenzo XII nell'anno 1700, si recò in processione nella città di Roma, dove dimorò nell'Ospizio della Santissima Trinità, appartenente all'omonima chiesa vicino al ponte Sisto. Al termine della visita nella capitale i palmianesi tornarono a piedi al loro paese attraversando i monti Sibillini.

## Geografia antropica

### Frazioni

#### Castel San Pietro
La frazione di Castel San Pietro sorge a 771 m s.l.m., sul punto più elevato delle colline del comprensorio di Palmiano. In origine il piccolo borgo fu chiamato il Castello del Belvedere e rappresentava il riferimento di un caposaldo difensivo del comune ascolano. La costruzione fortificata era cinta da solide mura che custodivano l'abitato. I resti dei muraglioni, ormai in rovina, sono stati visibili fino al XIX secolo. L'insediamento si trova lungo il crinale fra il fiume Aso ed il torrente Chiaro, a metà strada fra i paesi di Venarotta e Force. Il castello costituì il possedimento feudale della nobile famiglia Saladini fino all'inizio del XIV secolo, periodo in cui la città di Ascoli Piceno ne acquistò la proprietà con il rogito notarile datato 16 marzo 1301. Lo storico Antonio De Santis riporta che nell'anno 1351, come altri castelli della montagna, si ribellò al potere di Galeotto I Malatesta, allora signore di Ascoli, che lo attaccò il 19 giugno e lo prese solo dopo pochi giorni d'assedio il 21 giugno. Nel 1500 la comunità del fortilizio ebbe un proprio statuto. Il suo distretto giurisdizionale comprendeva le località di Appoiano, Caprignano, Palmiano, Poggio, San Silvestro e Tavernelle. Con buona probabilità, sostiene il Carfagna, il fortilizio fu distrutto, come altre opere fortificate dell'ascolano, a seguito delle repressioni contro i banditi avvenute durante il XVI secolo. Nell'anno 1798, la ripartizione del territorio voluta dai francesi trasferì Castel San Pietro sotto la giurisdizione del dipartimento del Tronto ed il borgo passò così alle dipendenze del cantone di Amandola (il 15 maggio tuttavia fu trasferito nel cantone rurale d'Ascoli). Dopo il periodo napoleonico, visto il degrado in cui versava la costruzione, la sede e gli archivi del comune furono portati a Palmiano.
Nella zona centrale dell'abitato vi è la chiesa di San Pietro, dedicazione da cui si origina anche il toponimo del paese. L'edificio religioso custodisce al suo interno un affresco del 1400 ed acquasantiere ricavate da capitelli scolpiti risalenti all'XI secolo.

## Amministrazione
| Periodo        | Periodo        | Primo cittadino            | Partito                                     | Carica  | Note   |
| -------------- | -------------- | -------------------------- | ------------------------------------------- | ------- | ------ |
| 4 luglio 1985  | 15 luglio 1990 | Lodovico Ferretti          | Democrazia Cristiana                        | Sindaco | [ 10 ] |
| 15 luglio 1990 | 24 aprile 1995 | Lodovico Ferretti          | Democrazia Cristiana                        | Sindaco | [ 10 ] |
| 24 aprile 1995 | 14 giugno 1999 | Giuseppe Amici             | Lista civica                                | Sindaco | [ 10 ] |
| 14 giugno 1999 | 14 giugno 2004 | Giuseppe Amici             | Lista civica                                | Sindaco | [ 10 ] |
| 14 giugno 2004 | 8 giugno 2009  | Luigi Beniamino Battistini | Lista civica                                | Sindaco | [ 10 ] |
| 8 giugno 2009  | 26 maggio 2014 | Giuseppe Amici             | Lista civica                                | Sindaco | [ 10 ] |
| 26 maggio 2014 | 27 maggio 2019 | Giuseppe Amici             | Lista civica                                | Sindaco | [ 10 ] |
| 27 maggio 2019 | 18 giugno 2024 | Giuseppe Amici             | Lista civica                                | Sindaco | [ 10 ] |
| 18 giugno 2024 | in carica      | Emidio Ortolani            | Lista civica Lista democratica per Palmiano | Sindaco | [ 10 ] |